# De dumme Mandfolk
De dumme Mandfolk (også vist som Billet mrk.: "Troskab 909") er en dansk stum komediefilm fra 1913 produceret af Nordisk Films Kompagni og instrueret af Sofus Wolder efter manuskript af Viggo Kleisby.
Filmen havde dansk premiere den 26. december 1913 i Biograf-Theatret i København og blev i tysktalende lande distribueret som Post retante. Smachtend verlangen no. 111 og Postlagernd "Treues Hertz" 909, i engelsktalende lande som Wanted - A Sweethaeart og i fransktalende lande som Adresser offres: Fidélité 909. 

## Handling
Af ren og skær kedsomhed sætter to unge piger en falsk kontaktannonce i avisen, hvor de udgiver sig for at være en rig, smuk kvinde på jagt efter "en gentil Herre" med "absolut reelle Hensigter". Den slags er der åbenbart masser af! Henvendelserne strømmer ind, og de muntre piger følger spøgen til dørs ved at indkalde samtlige til et simultant stævnemøde. Det er et guddommeligt syn, da alle bejlerne forvirret møder frem med roser i munden. To af de forsmåede mandfolk er dog gamle venner og genkender hinanden – snart slår de sig sammen for at give de spøgefulde bagkvinder en kærlig lærestreg!

## Medvirkende
- Alma Hinding
- Lizzie Thaler
- Frederik Buch
- Frederik Jacobsen
- Holger Syndergaard
- Johannes Henriksen
- Birger von Cotta-Schønberg